# Tārīkh Gal
Tārīkh Gal (persiska: Nārenjkol, تاریخ گل) är en ort i Iran.   Den ligger i provinsen Gilan, i den nordvästra delen av landet, 230 km nordväst om huvudstaden Teheran. Tārīkh Gal ligger 72 meter över havet och antalet invånare är 129.
Terrängen runt Tārīkh Gal är platt åt nordväst, men åt sydost är den kuperad. Runt Tārīkh Gal är det tätbefolkat, med 659 invånare per kvadratkilometer. Närmaste större samhälle är Rasht, 12,8 km norr om Tārīkh Gal. Trakten runt Tārīkh Gal består till största delen av jordbruksmark.